# 工画堂スタジオ
株式会社工画堂スタジオ（こうがどうスタジオ、略称：KGD）は、東京都新宿区に本社を置き、デザインおよびソフトウェア開発を行う日本の企業。

## 概要
書籍の装丁をはじめとするデザイン事業に加え、様々なジャンルのコンピュータゲームを制作してきたことで知られている。
その一方、同社は過去に「天皇陛下からリカちゃんまで」というキャッチコピーを出していたことや、デザイン部門が教育やエディトリアルに携わっていることから、会社としてはアダルトゲームへの参入はしないという方針を立てている。
社長の谷逸平は日本コンピュータゲーム協会（JCGA）事務局長であり、社内には事務局が設置されている。コンピュータエンターテインメント協会（CESA）には加盟していない。
なお、歴代社長は苗字が同じであるため、本項では混乱防止の観点から、同姓の人物が複数出てきた場合は原則として名前で記す。

## 歴史
1916年、谷順三が『図案と版画 谷工画堂』として創業する。順三は戦後すぐに亡くなり、次男の欣伍が2代目の社長となった。
順三の孫（欣伍の息子）で、4代目社長の逸平が電ファミニコゲーマーとインタビューで語ったところによると、創業当時はグラフィックデザイン（図案）に加え、製版も行っていたとされている。また、当時は労働省やアメリカ国務省の国際協力本部といった政府組織や、ヒドリ自転車や森永乳業といった一般企業と取引を進めていた。
また、欣伍が手掛けたものでは、丸善雄松堂からの発注で、昭和天皇の著書『相模湾産』シリーズ（全9冊）がある。

### 玩具業界への参入
1968年にタカラから女児向け商品であるリカちゃん人形関連の仕事を発注されたことがきっかけで、同商品のパッケージや広告類のデザインを手掛けるようになった。
社内で男児向け玩具の仕事を希望していた矢先、タカラがミルトンブラッドレー（現：ハズブロ）からボードゲーム類のライセンスを取得し、工画堂がローカライズを担当した。
そのうちの一つ『人生ゲーム』が大ヒットしたことから、後に3代目社長となる谷亮（順三の甥）がゲーム好きだったこともあり、『日本特急旅行ゲーム』をはじめとするタカラのボードゲームの制作を担うこととなった。また、『人生ゲーム』もシリーズ化し、『平成版8』までを制作した。
この当時はゲームデザインという概念はなかったものの、当時の社員で興味を持った者や、社員の知り合い、そしてボードゲームを興味を持った者たちが集まったと逸平は話しており、アルバイトできたつもりが社員として雇用されたケースもあったという。
また、欣伍が同社の経営にかかわる一方で東京学芸大学で教員をしていたことから、その教え子たちはのちに幹部職や要職についている。

### ビデオゲーム業界への参入
1980年代に任天堂のゲーム&ウオッチのヒットにより、似た電子ゲームがバンダイやトミーからも発売されるようになると、工画堂スタジオも同様の仕事を請け負うようになる。
同時期、『ウィザードリィ』をはじめとするAppleのApple II用のゲームソフトが日本にも出回るようになり、元々新しい物好きだった亮はパソコンゲームの開発に興味をもち、1982年に、亮は鬼羅あきらという筆名のもと、プログラマーの永井知彦とともにソフトウェア開発部を発足させる。彼らはSHARP MZ-80やNEC PC-8001/8801等のコンピューターを購入し、コンピュータゲームの研究開発も行うようになった。逸平は電ファミニコゲーマーとインタビューの中で、亮も永井もすでに死亡しているため、永井が工画堂スタジオに在籍している理由がわからないとしつつも、永井が東京学芸大学の授業で『Emmy』の原型となる作品を作っていたことについて触れ、欣伍に永井を紹介してもらい、同社でこの作品を肉付けしたうえでアスキーに持ち込んだと推測している。
ところが、アスキーが作り直したものは、作り手にとって不本意な内容だったようで、のちに工画堂スタジオは『Emmy II』を自社開発している。
1983年には工画堂スタジオの最初のPCゲームとして、脱衣スロットゲーム『スロットクレイジー』がタカラから発売されたものの、しばらくはアスキーのOEM開発が続いた。そして、1985年8月には工画堂スタジオ自社ブラン「KGDソフト」の第一作目の作品として「コズミックソルジャー」が発売された。
その後、ゲームのヒットにより人手不足という課題が浮かび上がり、亮が一人で広報を行うこともあった。『覇邪の封印』(1986年発売)が大ヒットしたころ、亮はグラフィックデザイナーとして在籍していた逸平を開発部門に引き入れる。逸平はプログラミングができないため、亮はそれ以外、すなわち印刷物の制作、発注、進行管理、在庫管理や棚卸、広報を任せた。
逸平はもともと話し好きだったこともあり、営業の主軸の人間としてゲームにかかわってきたとインタビューの中で話している。
また、パソコンゲームが出始めたころは、開発チームにグラフィックを得意とする者がいなかったり、身内にグラフィックを担当させるようなケースが多かったから、セールストークではグラフィックをアピールしたと振り返っている。
それから、『コズミックソルジャー』の続編である『サイキックウォー』のヒットにより、2ラインの制作体制が導入された。
2ライン制導入後、『シュヴァルツシルト』と『原宿AFTeR DARK』の開発が始まったが、『シュヴァルツシルト』の開発が難航したことから、穴埋めとして『アルギースの翼』の開発が始まった。
『原宿AFTeR DARK』と『アルギースの翼』の開発チームはそれきりだった一方、『シュヴァルツシルト』の開発チームの面々は、同作のプランナーである阿部和広が猫好きだったことから「ねこさんちーむ」を名乗るようになった。
その後、2ライン制が再開された際、もう一方の開発チームはしばらく無名のままだったが、入れ替わりの後、『パワードール』の開発において「うさぎさんちーむ」と命名された。

### ギャルゲーへの路線転換
1994年にニューメディア開発部が発足し、1996年亮が社長に就任した。
あるとき、キャラクターゲーム愛好家の貝阿弥こと鳥越久朗がソフトウェア開発部に入社する。永井の指揮のもとでキャラクターゲームの企画がたてられ、鳥越がシナリオライターとして起用された。
そして1999年、この企画は経営シミュレーションゲーム『リトル・ウィッチ・パルフェ』として製品化され、このシステムをもとにシリーズ展開された。
その後鳥越は、永井が率いる家庭用ゲーム機向けソフトの開発チームに入る。
それと同時に、のちに「くまさんちーむ」で『蒼い海のトリスティア』を開発する竹内なおゆきもチーム入りする。
このチームは、硬派なシミュレーションゲームで知られていた従来の工画堂スタジオの作品とは毛色が大幅に異なるため、「くろねこさんちーむ」としてブランド化された。
インタビューに同席していた工画堂スタジオのソフトウェア開発部 統括室長を務める北川貴規は、1995年から『同級生』をはじめとするPC向けアダルトゲームが登場し、美少女が出てくるノベルゲームがコンシューマーにも出てきたことから、彼らが「自分たちも作ってみたい」と考えていたのではないかと推測している。
『ブルーフロウ』のプランナー・宮澤剛（みやざー）は、自分が入社した時点ではうさぎさんちーむ、いるかさんちーむ、くろねこさんちーむ、きつねさんちーむが存在していたものの、自分は各チームの手伝いという立ち位置だったとゲームコレクター・酒缶との対談の中で振り返っている。また、宮澤は開発スタッフが別チームの手伝いをすることもあったと話しており、たとえば『ブルーブラスター』の場合はきつねさんちーむの『状況開始っ!』へ手伝いに行った者もいたという。

### 経営危機
2000年に逸平が社長に就任するが、経営状況の悪化に悩んでいた。
さらに、2008年8月にはリーマンショックが発生し、2009年の正月には銀行から新年のあいさつの中で大鉈を振るうよう言われてしまう。
逸平は、好きなものを作って売っていくという方針では無理があり、開発と営業でタッグを組んで戦略を組んだ方がよいと考え、2009年に『パワードール』を発売した後、決算月である6月に『シュヴァルツシルト』を発売しようと考えた。うさぎさんちーむ側は新作の発売が不可能だとしつつも、3月までに第1作のリマスター版を発売することを約束した。ところが、流通会社から送られてきた発注書から、工画堂スタジオ側の予想の10分の1しか発注されなかったことが判明した。
また、逸平もプランニングに参加した『シュヴァルツ』は、開発チームから提出されたプレアルファ版のテストプレイを行ったところ、逸平の承認が通った後に開発チームがルールを変えたことが判明し、社長判断で中止した。
逸平は自由にモノを作らせて売らせた結果、社長に無断で中身を変更して先に進める風土ができてしまった判断し、全社員の前で経営状態を説明し、社史初めて希望退職者を募集した。
そして、彼は決算書からBtoCのソフトウェア事業が経営悪化の原因であると判断し、「くろねこさんちーむ」と「くまさんちーむ」（すでに独立済み）以外は解散した。
なお上記2チームも残ったものの2010年を最後に活動を停止している。
後年、逸平はソフトウェア開発部門の再編はつらかったが、あのまま放置していたら会社全体がだめになっていただろうと振り返っている。
再編後の2011年、宮澤を中心に結成された「しまりすさんちーむ」から、女性同士の同性愛を題材とした『白衣性恋愛症候群』が発売された。
2016年をもって、工画堂スタジオは創業100周年を迎えた。
2022年にくろねこさんちーむから12年ぶりの新作ゲーム『スターメロディ ユメミドリーマー』が発売された。

### イラスト制作事業
逸平の社長就任から2年後の2002年にXboxが発売された際、工画堂スタジオはマイクロソフトへソフト移植を持ちかけた。打診そのものは失敗だったが、のちに窓口を務めた者から日本の子どもに向けたカードゲームのイラストの依頼が寄せられた。当初、工画堂スタジオにいるタカラトミーの担当者から難色を示されたものの、クライアントの熱意にほだされ引き受けた。そして、阿佐ヶ谷にあるグラフィックデザイン部門が手掛けたこの作品は、『デュエル・マスターズ』として製品化された。また、これがきっかけで、『デュエル・マスターズ』以外の製品も手がけるようになった。このうち、競合製品である『ディメンション・ゼロ』（ブロッコリー）は高円寺のソフトウェア開発部門が担当することで、差別化を図ることに成功した。当時逸平はこのことにためらいがあったものの、パソコン用ゲームソフトの開発会社であるサイベルの副社長の藤井という人物に酒の席で相談したところ、工画堂らしさを評価され自信につながったと振り返っている。
また、『うたの☆プリンスさまっ♪』や『白と黒のアリス』など、イラスト制作事業部門がゲーム制作にかかわることもある。

## 主なタイトル

### チーム制導入前、その他チーム（または不明）
- Emmy- デビュー作。発売はASCII HSP
- Emmy II
- 覇邪の封印
- アルギースの翼
- コズミックソルジャーシリーズ
- サイキックウォーコズミックソルジャー2
- 原宿AFTERDARK
- NAVITUNE ～ドラゴン航海記～
- 魍魎戦記MADARA 大金剛輪編
- 機装ルーガ
- 魔晶伝紀ラ・ヴァルー
- 女神オンライン（日本語移植版タイトルはAngelic Crest） - Chinesegamer制作の台湾のオンラインゲームであり、工画堂スタジオはコスチュームデザインを担当している[9]。
- エアサイト・ミッション (AirSite Mission)[10]
- One-inch Tactics

### ねこさんちーむ
- 狂嵐の銀河 Schwarzschild
- Schwarzschild II 帝国ノ背信
- Schwarzschild III 惑星デスペラン
- Schwarzschild IV THE CRADLE END

### うさぎさんちーむ
- パワードールシリーズ
- Sequence Palladiumシリーズ
- 指極星
- パレドゥレーヌ
- 妖ノ宮

### くまさんちーむ
- 火星計画シリーズ
- GUYS & DOLLS（くろねこさんちーむとのコラボレーション）
- アースライト ルナ・ストライク (発売元：ハドソン)

### 有限会社くまさんちーむ
2002年に工画堂スタジオと別会社化された。
- Schwarzschild V 真皇誕生
- 蒼い海のトリスティア
- 蒼い空のネオスフィア
- ガジェットトライアル
- 暁のアマネカと蒼い巨神
- 白銀のカルと蒼空の女王

### くろねこさんちーむ
- リトル・ウィッチ パルフェシリーズ
- エンジェリック・コンサート
- しあわせミルフィーユ 〜そらからふたごがふってきた!!〜」
- GUYS & DOLLS（くまさんちーむとのコラボレーション）
- AS〜エンジェリックセレナーデ
- まじかるトワラー・エンジェルラビィ☆
- シンフォニック=レイン
- Dear Pianissimo
- ソルフェージュ
- ミマナ 〜イアルクロニクル〜（発売元：ガンホー・ワークス）
- 快盗天使ツインエンジェル 幻の少女（発売元：サミー）
- スマイル☆シューター
- スターメロディー ユメミドリーマー

### いるかさんちーむ
- RASETSU 〜羅刹〜シリーズ
- ブルーフロウ
- ブルーブラスター
- ジオテイル

### ぱんださんちーむ
- 刀剣封魔録〜封神演義異聞
- ケータイ少女

### きつねさんちーむ
- 状況開始っ!

### しまりすさんちーむ
- 白衣性恋愛症候群（サイバーフロント発売）
- 白衣性愛情依存症
- 夢現Re:Master